# Ryo Saito
Ryo Saito (齋藤 遼 Saito Ryo?), född 15 augusti 1999 i Osaka prefektur, är en japansk fotbollsspelare.
Saito började sin karriär 2017 i Cerezo Osaka.